# SMS Barbarossa
Pour les articles homonymes, voir Barbarossa.

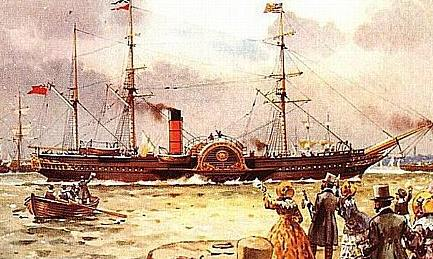
RMS Britannia (1840)

Le SMS Barbarossa est construit à l'origine sous le nom de Britannia pour la ligne anglaise Cunard en tant que navire de passagers et de courrier, mais finit à sa carrière en tant que navire de guerre pour la marine prussienne. C'est un bateau à aubes avec un gréement de voile supplémentaire.

## Histoire
Le Barbarossa est construit pour le compte de la ligne Cunard au chantier naval Robert Duncan and Company (de) à Greenock. Le 5 février 1840, il est lancé sous le nom de Britannia. Sa mission initiale est le transport de courrier et de voyageurs dans le trafic transatlantique. Dans ce contexte, il est autorisée à utiliser le préfixe Royal Mail Ships, ce qui lui vaut d'être connu sous le nom de RMS Britannia. Le 4 juillet 1840, le Britannia partit pour son premier voyage, chargé de courrier, et arrive à Halifax le 17 juillet. Après 99 traversées de l'Atlantique, le Britannia est vendu à la Prusse en mars 1849 pour 451 florins dans le cadre de la création d'une flotte, afin d'y être converti en navire de guerre Barbarossa.
Au chantier naval Morgan à Liverpool, les membrures sont renforcés et des poutres de pont supplémentaires sont installées afin que le navire puisse transporter l'armement prévu sur le pont supérieur. Pour des raisons de neutralité, le navire est transféré à Geestemünde sans équipement militaire, sous pavillon britannique et avec un équipage britannique, où il arrive le 19  mars 1849. D'autres transformations ainsi que l'armement et l'équipement sont effectués à Brake. Une fois l'équipement terminé, le navire est mis en service sous le nom de Barbarossa en tant que navire amiral de la flotte. Le 4 juin 1849, l'amiral Karl Rudolf Brommy (de) part de Bremerhaven pour une mission de reconnaissance dans la baie allemande en direction de l'île d'Helgoland, qui appartient encore à la Grande-Bretagne en 1849. Lors de ce voyage, il y a un combat naval au large de Helgoland, mais le navire s'en sort indemne.
Le 31 décembre 1851, l'Assemblée fédérale décide de dissoudre la flotte. Le Barbarossa est remis à la Prusse le 16 février 1852, en même temps que la frégate à voile Gefion contre paiement de la valeur fiscale. Le navire est transféré à Dantzig, où il est examiné et où l'on constate que la chaudière et la machine doivent être remplacées, ce qui semble toutefois trop coûteux par rapport à la nouvelle construction d'un navire de guerre correspondant. Il est décidé que le Barbarossa ne sera pas mis en service actif mais servira de navire de caserne. En 1854, le chantier naval royal procède à une transformation pour loger environ 500 hommes. En 1856, le Barbarossa est mis en service en tant que "navire de garde ne naviguant pas en mer". En 1865, il est remorqué dans le nouveau port naval prussien de Kiel, où il continue à servir de navire-école. À partir de 1875, le navire ne sert plus que comme carcasse résidentielle pour les jeunes marins.
Le 5 mai 1880, le Barbarossa est mis hors service et il est décidé de l'utiliser comme navire cible. Le 28 juillet, le navire est coulé par une torpille tirée par le SMS Zieten (de) en présence du prince héritier. L'épave est ensuite renflouée et démolie à Kiel.

## Description technique
Le Barbarossa est fait de bois de chêne et de pin jaune en tant que bateau à vapeur avec une propulsion par roue à aubes dans une construction de charpentier à châssis transversal. Sa forme ressemble à celle des voiliers de marchandises diverses courants à l'époque, avec deux ponts, une poupe en miroir et une construction typique en galion. En plus de la propulsion à vapeur, il est équipé de voiles en forme de gréement d'écorce. Son moteur était un moteur à balancier latéral de 440 ch et deux cylindres de 1829 mm de diamètre chacun et 2083 mm de course de piston. Quatre chaudières à tubes de fumée avec trois foyers chacune fournissent de la vapeur à une pression de 0,633 bar. La consommation de charbon est de 31 à 38 tonnes par jour, une réserve totale de 376 tonnes de charbon peut être stockée. Les roues à aubes, d'un diamètre de 8,53 m, comportent 21 pales radiales, font 16 tours par minute et permettent au navire d'atteindre une vitesse maximale de 8,5 nœuds. Sa vitesse de croisière moyenne est toutefois de 8,19 nœuds.
À l'origine, il pouvait accueillir passagers de première classe et un équipage de 89 personnes, composé d'officiers et de membres d'équipage.
À l'occasion de sa transformation en cale sèche à Brake, le navire est doté un gréement de goélette, la poupe est transformée pour répondre aux nécessités d'un navire de guerre et un mât est retiré. Il reçoit une nouvelle figure de proue représentant l'empereur Barberousse. Lors de la dernière transformation en navire de caserne, le navire est regréé en brick. La cheminée est retirée et l'ancienne figure de proue, qui est transférée au département de la marine du musée d'histoire maritime, est remplacée par une autre figure. En 1873, le gréement est finalement retiré.
Ses navires jumeaux à Cunard sont l'Acadia, le Caledonia et le Columbia, en service allemand l'Erzherzog Johann (de).